# Xoáy thuận nhiệt đới hình khuyên

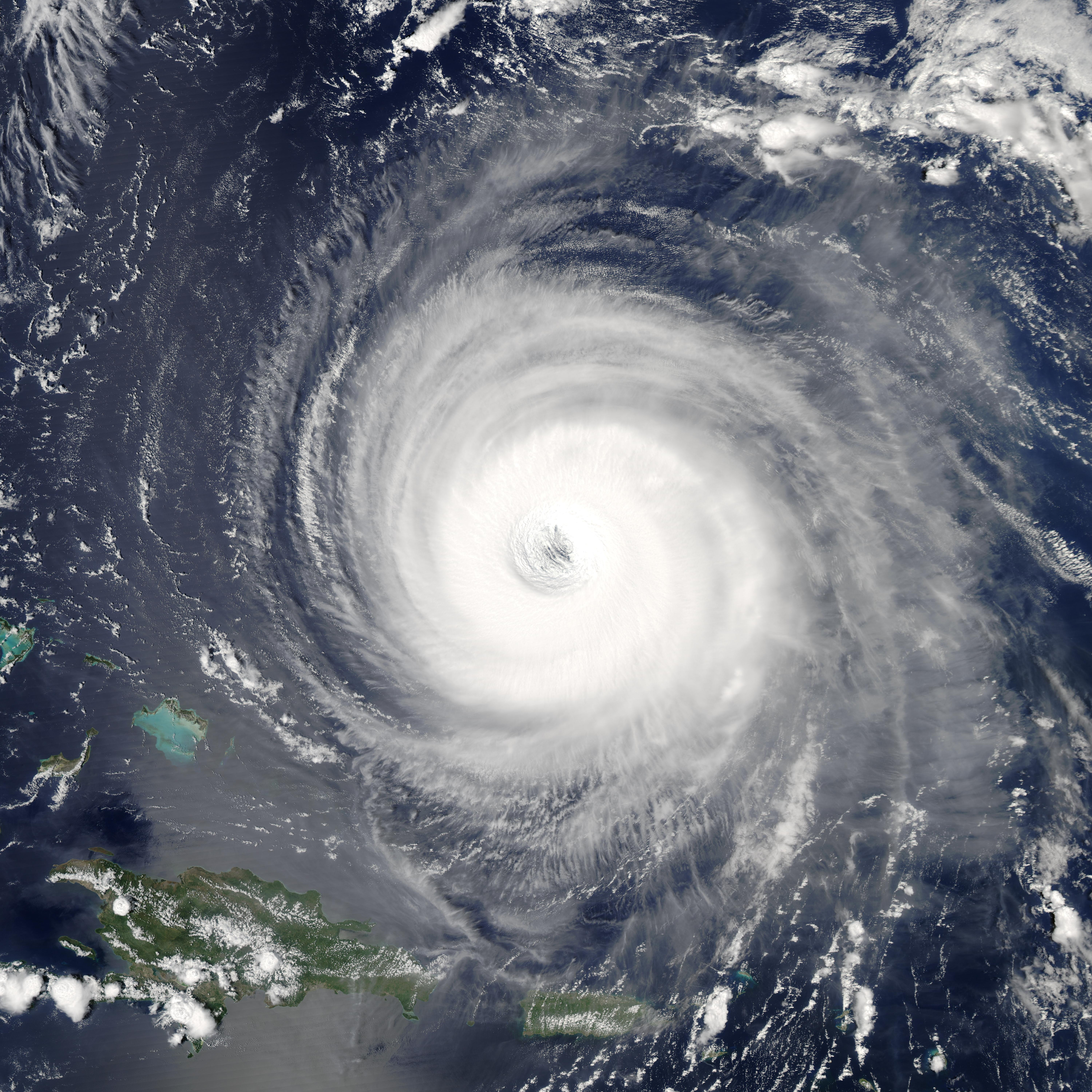
Ảnh vệ tinh của bão Isabel năm 2003 trên Đại Tây Dương cho thấy một mắt bão tròn, rộng, và đối xứng - những nét đặc trưng của một xoáy thuận nhiệt đới hình khuyên

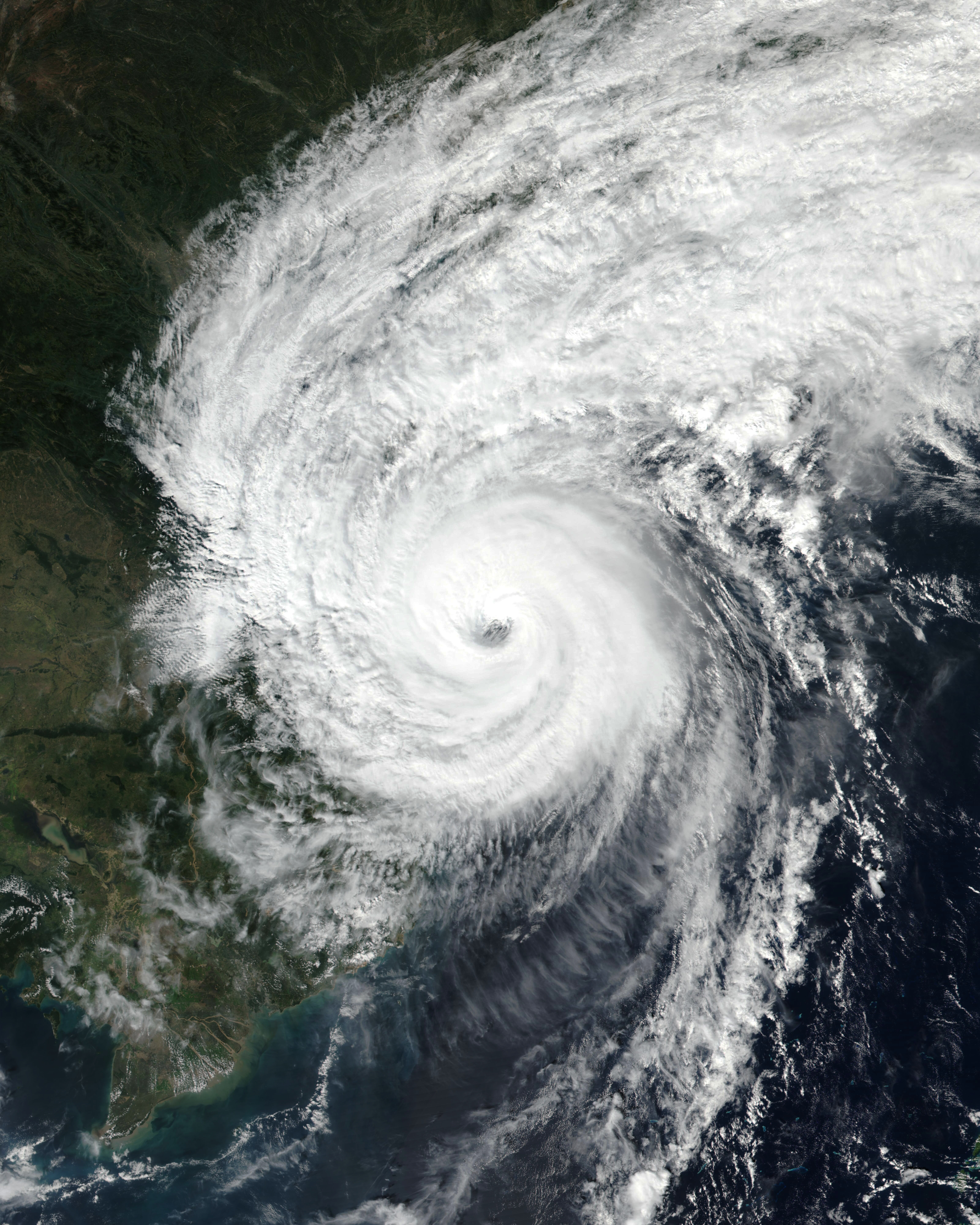
Ảnh Bão Vamco lúc đổ bộ Nam Trung Bộ vào năm 2020 khi có mắt tròn, rộng và đối xứng - dấu hiệu của xoáy thuận hình khuyên

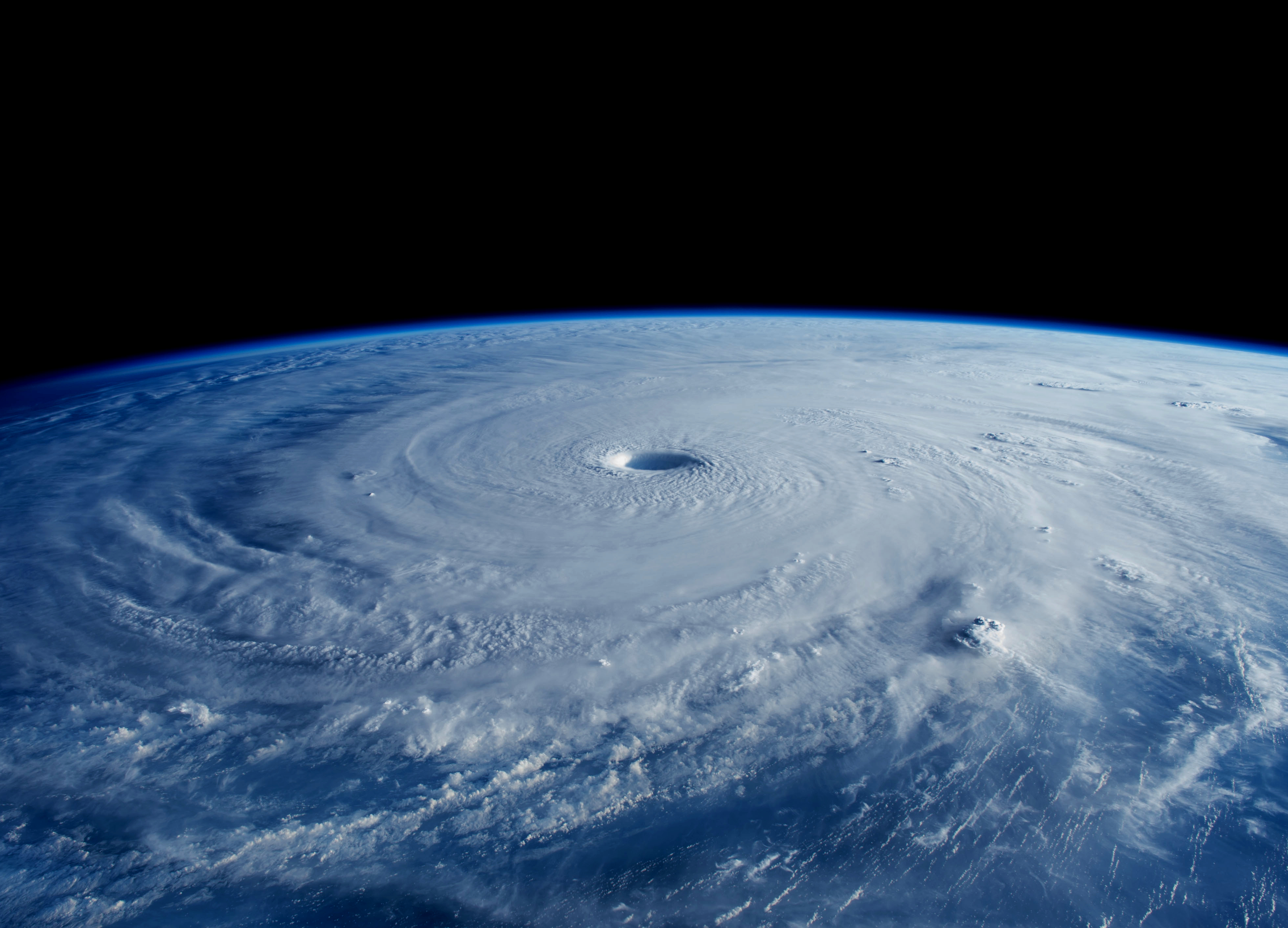
Bão Maysak nhìn từ Trạm vũ trụ quốc tế.Mắt bão,thành mắt bão,mắt bão sắc nét,những đặc điểm của các xoáy thuận nhiệt đới hình khuyên.

Xoáy thuận nhiệt đới hình khuyên là tập hợp một nhóm các xoáy thuận nhiệt đới có chung đặc điểm mắt (bão) rộng, đối xứng; bao quanh đó là mây đối lưu dày, đồng nhất thành hình dạng giống chiếc nhẫn; và thường tương đối thiếu những dải mây mưa (rainband) rời rạc. Do đó, diện mạo của một xoáy thuận nhiệt đới hình khuyên có thể được miêu tả giống như một cái lốp xe hay một cái bánh doughnut. Tuy nhiên, một xoáy thuận nhiệt đới có thể đạt được những đặc tính hình khuyên khi nó gia tăng cường độ, quá trình này có thể điều khiển sự chuyển đổi từ một hệ thống bất đối xứng thành một hệ thống đối xứng. Sự phản kháng bất thường chống lại yếu tố môi trường không thuận lợi thường được tìm thấy trong những cơn bão có đặc điểm hình khuyên. Hầu hết các nghiên cứu liên quan đến xoáy thuận nhiệt đới hình khuyên bị giới hạn ở những bức ảnh vệ tinh và máy bay thám trắc khi điều kiện để dẫn đến sự hình thành các đặc điểm hình khuyên thường chỉ có ở ngoài đại dương, xa đất liền nơi mà có thể thực hiện được những quan trắc trên bề mặt.
Không giống như những xoáy thuận nhiệt đới điển hình khác, sự biến động về cường độ liên quan đến chu trình thay thế thành mắt bão là không dễ để có thể xảy ra trong xoáy thuận nhiệt đới hình khuyên; và chúng thường có xu hướng bền bỉ, kể cả khi gặp phải một môi trường không thuận lợi có thể dễ dàng làm tan biến hầu hết các xoáy thuận nhiệt đới khác.

## Đặc điểm và nhận dạng

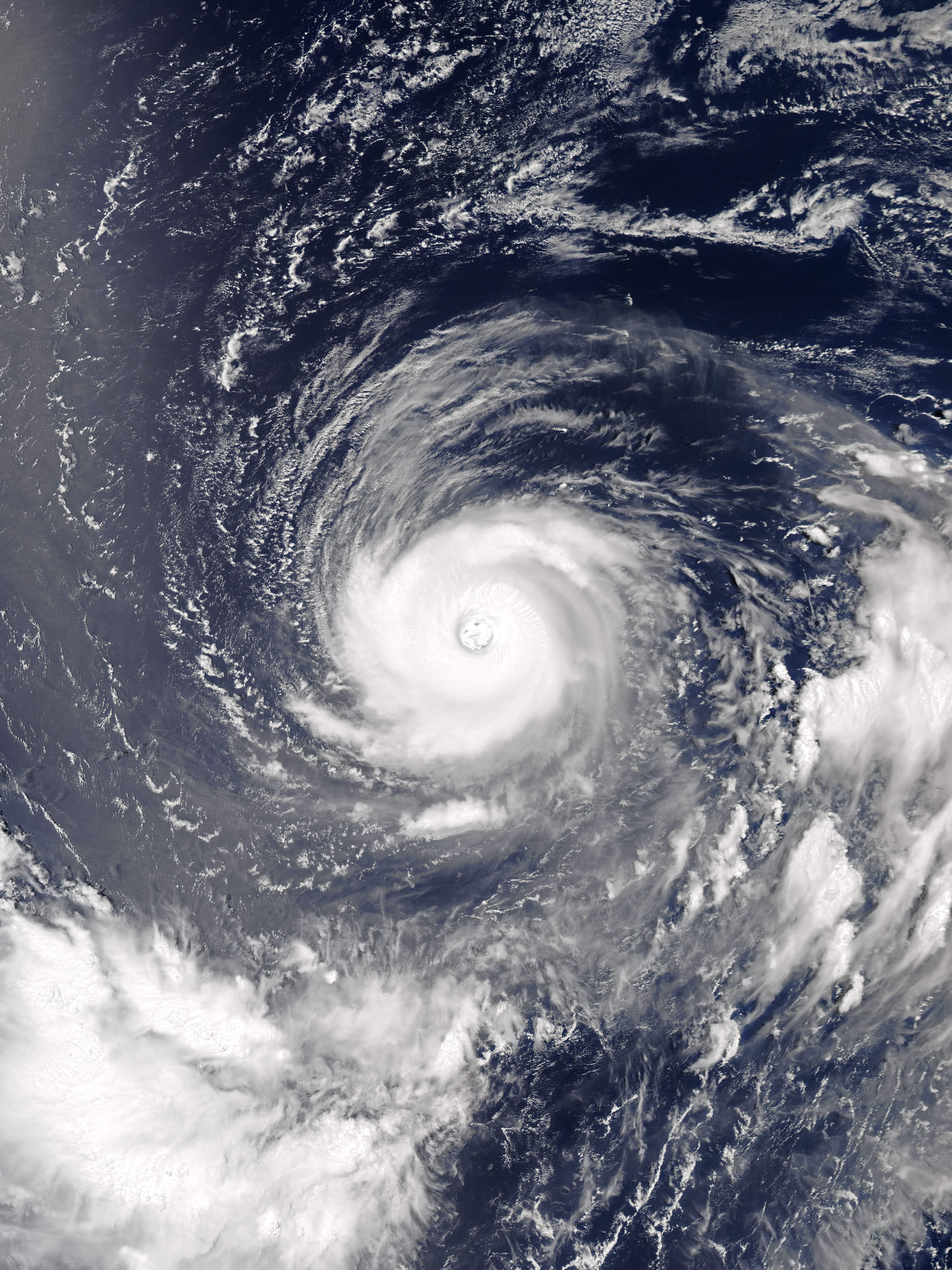
Siêu bão Noru (2017) ở phía nam đảo Iwo Jima, Nhật Bản gần cường độ mạnh nhất với những đặc tính hình khuyên, có tính đối xứng, đối lưu sâu quanh mắt bão với đường kính 30 km

Bão hình khuyên (annular hurricane) được định nghĩa lần đầu tiên như là một nhóm nhỏ trong tập hợp các xoáy thuận nhiệt đới bởi John Knaff của trường đại học Colorado và James Kossin của trường đại học Wisconsin–Madison vào năm 2002 bằng việc sử dụng ảnh vệ tinh hồng ngoại, một phương tiện trực quan phục vụ cho việc xác định rõ những đặc tính hình khuyên trong xoáy thuận nhiệt đới. Knaff và Kossin định nghĩa một xoáy thuận nhiệt đới hình khuyên là một xoáy thuận nhiệt đới duy trì được hai đặc điểm: có một con mắt kích cỡ trung bình hoặc lớn hơn trung bình, bao quanh đó là đối lưu sâu chứa lõi trong của cơn bão và thiếu đối lưu xuất hiện bên ngoài khối mây trung tâm (CDO - central dense overcast) trong khoảng thời gian ít nhất 3 tiếng. Do đó, những cơn bão hình khuyên thiếu đi đặc tính những dải mây mưa (rainband) của các xoáy thuận nhiệt đới điển hình. Trong khoảng thời gian cơn bão không thể hiện những đặc tính hình khuyên, xoáy thuận nhiệt đới được nhận định là bất đối xứng.
Mặc dù các xoáy thuận nhiệt đới có thể đạt được những đặc điểm hình khuyên trong một phạm vi cường độ rộng (tại nhiều cường độ khác nhau), tuy nhiên đặc tính này thường xảy ra với những cơn bão mạnh, với sức gió duy trì tối đa lớn hơn 200 km/giờ. Ngoài ra, các cơn bão đạt được những đặc điểm hình khuyên ít bị suy yếu khi gặp phải yếu tố môi trường bất lợi; đồng thời, chúng còn có thể duy trì cường độ tối đa trong khoảng thời gian dài hơn so với các cơn bão bất đối xứng khác. Sau khi đạt đỉnh, xoáy thuận nhiệt đới hình khuyên thường có xu hướng suy yếu chậm, sự bền vững trong cường độ khiến cho việc dự báo trở nên khó khăn và thường dẫn đến những sai số lớn. Trong một phân tích về bão trên Đông Bắc Thái Bình Dương và Bắc Đại Tây Dương (bão cuồng phong tại hai khu vực này gọi là hurricane) trong giai đoạn 1995 đến 1999, Knaff và Kossin thấy rằng Trung tâm Bão Quốc gia (của Hoa Kỳ - National Hurricane Center) đã đánh giá thấp cường độ của các cơn bão hình khuyên trong phạm vi dự báo 72 giờ, vận tốc gió được dự báo thấp hơn thực tế khoảng 35 km/giờ.

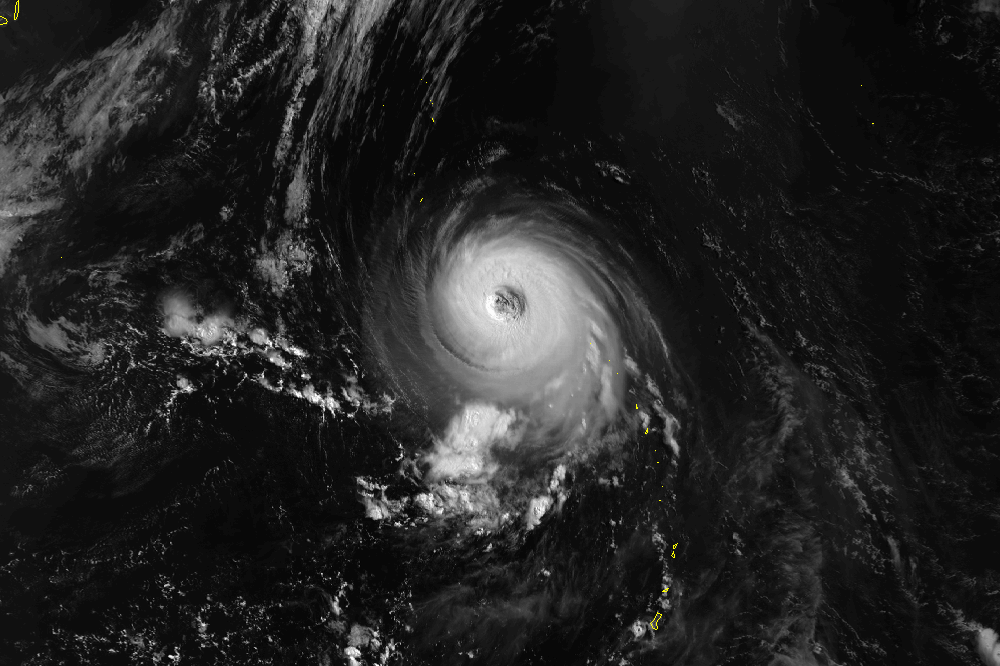
Một cơn bão hình khuyên trên khu vực Tây Bắc Thái Bình Dương với con mắt có đường kính 65 km - Siêu bão Nestor năm 1997

Như đã nói ở trên, xoáy thuận nhiệt đới hình khuyên có tính đối xứng theo mọi trục xuyên tâm, tức là nó có diện mạo rất tròn; thiếu những dải mây mưa, suy yếu chậm hơn nhiều các xoáy thuận nhiệt đới khác sau khi đạt đỉnh. Tuy nhiên, hầu hết các xoáy thuận nhiệt đới hình khuyên chỉ duy trì được những đặc tính này trong một khoảng thời gian thuộc chiều dài quãng đời của chúng.
Khi xoáy thuận nhiệt đới đạt được những đặc tính hình khuyên, chúng cũng dường như ít bị tác động hơn bởi chu kỳ ngày đêm. Hầu hết các xoáy thuận nhiệt đới hình khuyên đạt cường độ tối đa lớn hơn 155 km/giờ và lớn hơn 85% cường độ tiềm năng tối đa lý thuyết của chúng. Trường hợp hiếm gặp là xoáy thuận nhiệt đới hình khuyên đạt đỉnh với cường độ thấp hơn đã nêu, ví dụ như bão Epsilon của mùa bão Đại Tây Dương 2005.
Xoáy thuận nhiệt đới hình khuyên suy yếu rất chậm, trung bình chỉ số Dvorak giảm ít hơn 0,5 đơn vị một ngày sau thời điểm chúng đạt đỉnh
Xoáy thuận nhiệt đới hình khuyên là rất hiếm gặp. Mặc dù có rất nhiều các cơn bão mạnh giống với các xoáy thuận nhiệt đới hình khuyên ở một vài tiêu chí, tuy nhiên chỉ có một vài cơn bão đạt được đầy đủ tất cả các đặc tính hình khuyên. Trên khu vực Bắc Đại Tây Dương, chỉ có ít hơn 1% trong tổng số cơn bão thể hiện được tất cả các đặc tính như vậy. Ở Đông Bắc Thái Bình Dương phổ biến hơn, con số là 3%. Bão hình khuyên cũng xuất hiện trên Tây Bắc Thái Bình Dương, thường là trên biển Hoa Đông, 2% trong tổng số tất cả các cơn bão trên Tây Bắc Thái Bình Dương từng được biết đến thể hiện được các đặc tính hình khuyên.
Một thuật toán để nhận biết các xoáy thuận nhiệt đới hình khuyên trong thời gian thực theo các tiêu chí khách quan đã được phát triển, và nó cho thấy một số ưu điểm, nhưng vẫn chưa đi vào hoạt động.

## Sự hình thành và điều kiện cần

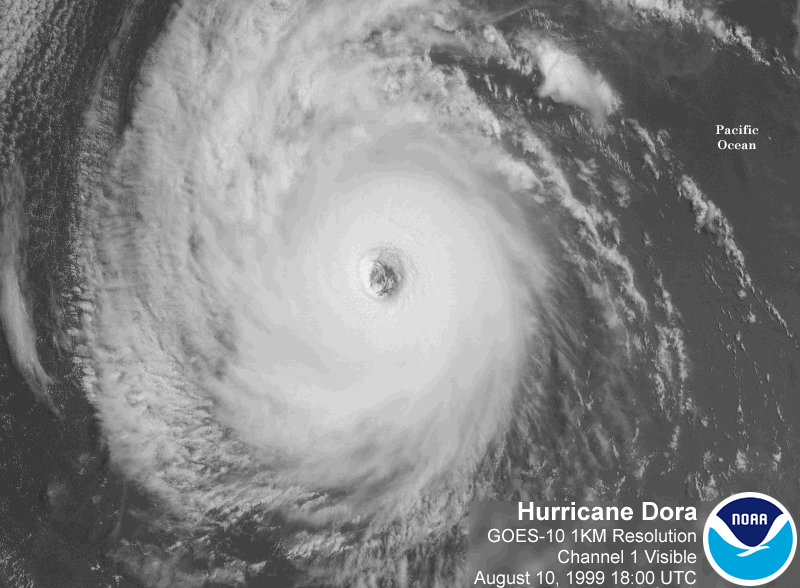
Ảnh thị phổ (ảnh VIS) của bão Dora của mùa bão Đông Bắc Thái Bình Dương 1999 khi nó đang thu thập các đặc tính hình khuyên

Ngành khoa học nghiên cứu về những đặc điểm và sự hình thành của xoáy thuận nhiệt đới hình khuyên vẫn còn trong giai đoạn sơ khai. Việc phân loại và sắp xếp lần đầu tiên là vào năm 2002, hiểu biết về sự hình thành, hay việc tại sao chúng vẫn có thể duy trì được cường độ trong điều kiện thù địch, là còn hạn chế.
Các nhà khí tượng học biết những gì về một xoáy thuận nhiệt đới bình thường, sau khi trải qua chu trình thay thế thành mắt bão, thất bại trong việc tái thiết lập diện mạo của một cơn bão tiêu chuẩn, thành mắt bão mới dày hơn, những dải mây mưa biến mất; và xoáy thuận nhiệt đới đạt được một cấu trúc hình khuyên. So sánh với các xoáy thuận nhiệt đới bình thường, quá trình biến đổi này xảy ra dưới điều kiện độ đứt gió yếu và, đáng ngạc nhiên, nhiệt độ nước biển trên bề mặt thấp hơn.
Một số điều kiện gắn liền với xoáy thuận nhiệt đới hình khuyên là:
- Cường độ đạt 85% hoặc lớn hơn cường độ tiềm năng tối đa lý thuyết của chúng,
- Độ đứt gió yếu ở phần phía Đông hoặc Đông Nam,
- Gió Đông lạnh trên tầng cao (tại mực 200 mbar),
- Nhiệt độ bề mặt nước biển trong khoảng 25,4 °C và 28,5 °C gần như không đổi, và
- Thiếu relative eddy flux convergence (tạm dịch: hội tụ thông lượng dòng xoáy tương đối) tại mực 200 mbar liên quan đến cơn bão.[1]